# Унифицированные правила по инкассо
Унифицированные правила по инкассо (англ. Uniform Rules for Collections (URC)) — документ, изданный Международной торговой палатой и регламентирующий правила совершения международных расчётов в форме инкассо. Эти правила применяются, если стороны по контракту включили их в договор.
В соответствии с Унифицированными правилами инкассо - это операция банков по полученным документам с тем, чтобы:
а) получить акцепт и/или платёж;
b) выдать коммерческие документы против акцента и/или против платежа;
с) выдать документы на других условиях.
При этом документы бывают двух типов:
а) Финансовые документы - переводные и простые векселя, чеки, платёжные расписки или подобные документы, используемые для обеспечения платежа деньгами.
b) Коммерческие документы - счета, отгрузочные документы, документы о праве собственности и тому подобные документы, не являющиеся финансовыми.
Унифицированные правила по инкассо различают два вида инкассо: чистое инкассо и документарное инкассо. Чистое инкассо - это инкассо финансовых документов, не сопровождаемое коммерческими документами. Документарное инкассо - это инкассо финансовых документов, сопровождаемых коммерческими документами, или инкассо только коммерческих документов. 
Унифицированные правила по инкассо выдержали несколько редакций. Последняя редакция - издание Международной торговой палаты № 522, редакция 1995 года.